# Niherne
Niherne – miejscowość i gmina we Francji, w Regionie Centralnym, w departamencie Indre.
Według danych na rok 1990 gminę zamieszkiwały 1504 osoby, a gęstość zaludnienia wynosiła 35 osób/km² (wśród 1842 gmin Regionu Centralnego Niherne plasuje się na 261. miejscu pod względem liczby ludności, natomiast pod względem powierzchni na miejscu 139.).